# 赫米内·施廷特
赫米内·施廷特（德語：Hermine Stindt，1888年1月3日—1974年2月19日），德国女子游泳运动员。她曾代表德国参加1912年夏季奥林匹克运动会游泳比赛，获得女子4×100米自由泳接力银牌。